# 後宮十二司
後宮十二司（こうきゅうじゅうにし）とは、日本の律令制において規定された宮人（くにん/くうにん/きゅうじん・後の女官）の組織である。

## 概要
「十二司」という名のとおり、内侍司・蔵司・書司・薬司・兵司・闡司・殿司・掃司・水司・膳司・酒司・縫司の12官司より構成されている。後宮における天皇の家政機関の色合いが濃く、官位相当の対象とはなっていない。だが、俸禄支給のために准位と呼ばれる格付けがあり、准位と同じ位階に属する男性官人と同じ待遇を受ける規定となっていた。これによれば、宮人の准位が最も高いのは蔵司で、以下膳司、縫司、内侍司と続き、これが後宮十二司の位置付けにも影響した。また、四等官の仕組みも不完全な形態であり、蔵司・膳司・縫司・内侍司では、尚（しょう/かみ…「長官」）・典（てん/すけ…「次官」）・掌（しょう（まつりごとひと）/じょう…「判官」）の三等官制（さかん…「主典」相当が存在しない）がそれ以外の8司では掌も省かれて二等官制が採られていた。判官あるいは主典が欠くのを補うために女嬬・采女、更に仕女・炊女（かしぎめ）のような後宮職員令にも掲載されない更に身分が低い女性達が置かれていた。
本来、後宮のある内裏は、天皇の私的空間であり、男性の公卿・官人の入場は基本的に抑制されていた。そのため、後宮内部の業務を行うために宮人の存在が必要であったのである。
奈良時代末期に入ると、天皇と後宮あるいは男性官人との連絡係を務める内侍司の地位が、三種の神器を保管する十二司筆頭の蔵司と同格として扱われるようになる。平安時代に入ると、蔵人など後宮出入りの職権を持つ官職が登場するようになると、後宮十二司の役割が低下し、10世紀の中頃には内侍司に他の11司の機能が吸収・統合される形で後宮の機構改革が行われながら摂関政治期を迎えることになった。